# Гатторно, Франсиско
Франсиско Алехандро Гатторно Санчес (исп. Francisco Alejandro Gattorno Sánchez; род. 12 октября 1964, Санта-Клара, Куба) — кубинский и мексиканский актёр.

## Биография
Франсиско родился в Санта-Кларе (Куба), будучи ребёнком он очень полюбил кубинскую музыку и спорт. Получил образование по специальностям «сценическое искусство» и «история искусства».
В 1985 году дебютировал в кино в роли Мигеля в фильме «Невеста для Давида». В 1989 году сыграл небольшие роли в лентах «Лето мисс Форбс» и «Второстепенные роли». В 1993 году снялся в кубинском фильме «Тропическая мечта».
В 1994 году переезжает в Мексику, участвует в съемках «Клубника и шоколад», где он сыграл гомосексуалиста Мигеля. В 1995, в рамках сотрудничества с телевизионным концерном Televisa, исполнил в теленовелле «Хозяйка» роль Хосе-Марии. В теленовелле также снимались известные мексиканские актёры Анхелика Ривера, Эдуардо Сантамарина и Синтия Клитбо. Роль в «Хозяйке» принесла Гатторно целый ряд наград латиноамериканского кино и телевидения, а также место в списке десяти самых важных испаноязычных фигур журнала People. В течение короткого времени Гатторно и Синтия Клитбо были женаты — по слухам, этот брак был нужен кубинцу, чтобы закрепиться в числе постоянных исполнителей в мыльных операх, но быстро закончился разводом (это не помешало, однако, бывшим супругам в дальнейшем сняться вместе в сериале «Гадкий утёнок»).
В дальнейшем актёр сочетал игру в мыльных операх (как мексиканских, так и американских) с выступлениями на театральной сцене. Им были сыграны роли в спектаклях по пьесам «Отелло», «Ромео и Джульетта», «Гамлет», «Смерть коммивояжера». Гатторно снимался с Итати Кантораль в колумбийско-американском сериале «Белая вдова», на его счету роли в панамской кинокартине «Шанс» (в день премьеры в Панаме в 2010 году побившей рекорд посещаемости, установленный «Аватаром») и кубинском фильме «Трагедия Зелёной реки».

## Фильмография
- 1987 — Невеста для Давида — Мигель
- 1989 — Лето мисс Форбс — Акилес
- 1989 — Второстепенные роли
- 1993 — Клубника и шоколад — Мигель
- 1993 — Тропическая мечта
- 1995 — Ширалад. Возвращение богов (т/с)
- 1996 — Хозяйка (т/с) — Хосе Мария
- 1996 — Ты и я (т/с) — Рикардо Васкес
- 1996 — Страсти в Каньявераль (т/с) — Хуан де Диос
- 1998 — Смертельный обман
- 1998 — Красавица (т/с) — Альваро Сан-Роман
- 2000 — Пока не наступит ночь — Хорхе Камачо
- 2001 — Девятая заповедь (т/с) — Родриго Бетанкур
- 2001 — Любовники пустыни (т/с) — Андрес Бустаманте
- 2002 — Команда спасения (т/с) — Альберто дель Рио
- 2002/2003 — Класс 406 (т/с) — Сантьяго Кадавид/Луис Фелипе Вильясана
- 2004 — Плакальщицы — Федерико
- 2005 — Убийство на границе — Роберто
- 2006 — Земля страсти (т/с) — Пабло Гонсалес
- 2006 — Вдова Бланко — Себастьян Бланко
- 2009 — Мой грех (т/с) — Родольфо Уэрта
- 2009 — Шанс — Фернандо
- 2010 — Без всего — Фабиан
- 2012 — Бездна страсти (т/с) — Браульо
- 2012 — Неизвестные — Сантино
- 2012/13 — Настоящая любовь (т/с) — Сантино (Сальсеро) Рока
- 2013/14 — То, что жизнь у меня украла (т/с) — Сандро

## Награды
Гатторно был отмечен многочисленными наградами за роль в сериале «Хозяйка»:
- 1996 — премия TVyNovelas в номинации «актёр-открытие»
- 1996 — премия El Heraldo de México в номинцации «открытие года»
- 1996 — премия ACE (Ассоциации латиноамериканских критиков, Нью-Йорк)
- 1996 — премия ERES в номинации «лучший молодой актёр»
- 1996 — премия Lo Nuestro